# Лотар, Сусанна
Суса́нна Ло́тар (нем. Susanne Lothar; 15 ноября 1960, Гамбург — 21 июля 2012, Берлин) — немецкая актриса. Лауреат (1983) и трижды номинант (1997, 2009, 2010) премии Deutscher Filmpreis.

## Биография
Сусанна Лотар родилась 15 ноября 1960 года в Гамбурге (Северная Германия) в семье актёров Ханса Лотара (1929—1967) и Ингрид Андре (род.1931), которые были женаты в 1959—1965 годах. У Сусанны был старший сводный брат по отцу от гражданского брака с актрисой Эльфридой Рюккерт — актёр Марсель Вернер (1952—1986), покончивший жизнь самоубийством.
Кинокарьера Сусанны длилась 29 лет, с 1983 года и до её смерти в 2012 году, за это время она сыграла в 72 фильмах и телесериалах. Лауреат (1983) и трижды номинант (1997, 2009, 2010) премии Deutscher Filmpreis.
В 1997—2007 годах Сусанна была замужем за актёром Ульрихом Мюэ (1953—2007), который умер 22 июля 2007 года от рака желудка в 54-летнем возрасте после 10 лет их брака. У Лотар было двое детей от Мюэ — сын Якоб Мюэ и дочь София-Мария Мюэ.
Скончалась 21 июля 2012 года в Берлине (Германия) в 51-летнем возрасте за день до пятой годовщины смерти её супруга. Причины смерти не разглашались.